# Alexander Haig
Alexander Meigs "Al" Haig, Jr. (Filadelfia, Pensilvania; 2 de diciembre de 1924-Baltimore, Maryland; 20 de febrero de 2010) fue un militar y político estadounidense. General retirado, fue Jefe de Gabinete de la Casa Blanca entre 1973 y 1974, durante el Escándalo de Watergate, y luego fue Secretario de Estado entre 1981 y 1982.

## Biografía
Nació en una familia católica de  Filadelfia, Pensilvania, el segundo de los tres hijos de Alexander Meigs Haig, un abogado republicano de ascendencia escocesa, y su esposa, Regina Anne (de soltera Murphy). Tras asistir a colegios católicos de la ciudad, ingresó en la Universidad de Notre Dame por un año, antes de trasladarse a la Academia militar de West Point, donde se graduaría en 1947. Entre 1954 y 1955 estudió en la Escuela de Negocios de la Universidad de Columbia, y en 1961 realizó un máster en Relaciones Internacionales en la Universidad de Georgetown, con una tesis sobre el papel del ejército en la política nacional.
Inicialmente incapaz de conseguir su deseado nombramiento en la Academia Militar de los Estados Unidos, aunque uno de sus profesores opinó que "Al definitivamente no es material para West Point", Haig estudió en la Universidad de Notre Dame, donde obtuvo una "serie de A" en un "despertar intelectual" durante dos años antes de conseguir un nombramiento en el Congreso para la Academia Militar de los Estados Unidos en 1944 a instancias de su tío, quien se desempeñó como director de obras públicas del gobierno municipal de Filadelfia.
Haig se inscribió en un plan de estudios acelerado de guerra en West Point que restaba importancia a las humanidades y las ciencias sociales, y se graduó en el tercio inferior de su clase (en el puesto 214 de 310) en 1947.  Aunque un superintendente de West Point caracterizó a Haig como "el último hombre de su clase del que alguien esperaba que se convirtiera en el primer general", otros compañeros de clase reconocieron sus "fuertes convicciones y ambiciones aún más fuertes".
Como joven oficial, Haig trabajó como ayudante del teniente general Alonzo Patrick Fox, jefe adjunto del Estado Mayor del general Douglas MacArthur. En 1950 Haig se casó con la hija de Fox, Patricia. 
Haig más tarde obtuvo un MBA de la Escuela de Negocios de Columbia en la ciudad de Nueva York en 1955. Como mayor, asistió a la Escuela de Guerra Naval en 1960 y luego obtuvo un máster en relaciones internacionales de la Universidad de Georgetown en Washington D. C. en 1961. Su tesis en la Universidad de Georgetown examinó el papel de los oficiales militares en la formulación de políticas nacionales.

## Trayectoria militar
En los primeros días de la guerra de Corea, Haig fue responsable de mantener el mapa de situación del general MacArthur y de informar a MacArthur cada noche sobre los acontecimientos del día en el campo de batalla. Haig sirvió más tarde (1950-51) en el X Corps, como ayudante del jefe de Estado Mayor de MacArthur, el general Edward Almond, quien condecoró a Haig con dos Estrellas de Plata al heroísmo y una Estrella de Bronce. Haig participó en cuatro campañas de la guerra de Corea, entre ellas la Batalla de Inchon, la Batalla de Chosin Reservoir y la evacuación de Hŭngnam, como ayudante de Almond.
Destinado a Europa en los años 50, y en 1960 volvió a los Estados Unidos, Haig sirvió como oficial de Estado Mayor en la Oficina del Jefe Adjunto de Estado Mayor para Operaciones en el Pentágono (1962-64), y luego fue nombrado asistente militar del Secretario del Ejército Stephen Ailes en 1964. A continuación, fue nombrado asistente militar del Secretario de Defensa Robert McNamara, continuando en ese servicio hasta finales de 1965. En 1966, Haig se graduó en la Escuela de Guerra del Ejército de los Estados Unidos.
En 1966, Haig asumió el mando de un batallón de la 1ª División de Infantería durante la Guerra de Vietnam. El 22 de mayo de 1967, el general William Westmoreland condecoró a Haig con la Cruz del Servicio Distinguido, la segunda medalla al valor del Ejército de Estados Unidos, en reconocimiento a sus acciones durante la Batalla de Ap Gu en marzo de 1967. Durante la batalla, Haig, entonces miembro del 1er Batallón, 26º Regimiento de Infantería, se vio acorralado por una fuerza del Viet Cong que superaba en número a las fuerzas estadounidenses en una proporción de tres a uno. En un intento de inspeccionar el campo de batalla, Haig subió a un helicóptero y voló hasta el punto de contacto. Posteriormente, su helicóptero fue derribado, lo que dio lugar a dos días de sangrientos combates cuerpo a cuerpo. Un extracto de la Cruz por Servicios Distinguidos de Haig dice así:

Cuando dos de sus compañías fueron atacadas por una gran fuerza hostil, el coronel Haig desembarcó en medio de una lluvia de fuego, se hizo cargo personalmente de las unidades, pidió apoyo de artillería y fuego aéreo y logró derrotar con éxito a la fuerza insurgente... al día siguiente, el Viet Cong disparó una descarga de 400 proyectiles, pero fue ineficaz debido a la advertencia y los preparativos del coronel Haig. Cuando el bombardeo cesó, una fuerza tres veces mayor que la suya inició una serie de asaltos humanos en oleada contra el campamento. Sin tener en cuenta el peligro que corría, el coronel Haig desafió repetidamente el intenso fuego hostil para inspeccionar el campo de batalla. Su valor y determinación personales, y su hábil empleo de todas las tácticas de defensa y apoyo posibles, inspiraron a sus hombres a luchar con una fuerza nunca antes imaginada. Aunque su fuerza era superada en número tres a uno, el coronel Haig logró infligir 592 bajas al Viet Cong ... 
HQ US Army, Vietnam, General Orders No. 2318 (22 de mayo de 1967)

Haig también recibió la Cruz de Vuelo Distinguida y el Corazón Púrpura durante su estancia en Vietnam y fue ascendido a coronel como comandante de la 2ª Brigada de la 1ª División de Infantería en Vietnam.
Tras su estancia de un año en Vietnam durante la Guerra de Vietnam, Haig regresó a Estados Unidos para convertirse en comandante del Tercer Regimiento del Cuerpo de Cadetes de West Point, bajo las órdenes del recién nombrado comandante, el general de brigada Bernard W. Rogers. Ambos habían servido juntos anteriormente en la 1ª División de Infantería, Rogers como comandante adjunto de división y Haig como comandante de brigada.

## Asesor de seguridad y vicejefe de gabinete (1969-1973)
En 1969, fue nombrado ayudante militar del ayudante del presidente para asuntos de seguridad nacional, Henry Kissinger. El Presidente Nixon lo promovió para Adjunto al Consejero de Seguridad Nacional (1970-1973). 
En la primavera de 1972, las fuerzas armadas norvietnamitas (PAVN) lanzaron un ataque múltiple, conocido como la Ofensiva de Pascua, contra todas las regiones de Vietnam del Sur. En esa responsabilidad defendió bombardeos masivos contra Camboya y Vietnam del Norte, y ayudó al presidente Nguyen Van Thieu, de Vietnam del Sur, a negociar el alto el fuego en 1972. También pidió al FBI que pinchara los teléfonos de catorce funcionarios del Gobierno y tres periodistas para averiguar quién estaba filtrando información reservada a los medios. Nixon, en su suspicacia reflexiva, y Kissinger, en su ambición sin límites, optó por prescindir de los Departamentos de Estado y Defensa, así como del Estado Mayor Conjunto (JCS), en cualquier capacidad de asesoramiento o toma de decisiones en relación con lo que se conocería como Operación Linebacker.
Haig sustituyó de hecho al JCS durante este tiempo. Desarrolló la estrategia central coordinando el minado con el bombardeo de objetivos de transporte. Fue enviado, tanto al Pentágono como a Saigón, para criticar a los comandantes de campo y el procedimiento militar, y proporcionar un canal de información independiente a la Casa Blanca. Fue miembro de un triunvirato de seguridad nacional, junto con Nixon y Kissinger, que sirvió de chivo expiatorio e ignoró al mando militar que dirigía las operaciones diarias en Vietnam.
Nixon planeaba nombrar a Haig jefe de Estado Mayor por encima de Creighton Abrams, que personalmente le caía mal, pero secretario de Defensa Melvin Laird se resistió, ya que Haig carecía de la experiencia de mando de alto nivel necesaria. Fue confirmado por el Senado estadounidense en octubre de 1972, saltándose así el rango de teniente general. Al nombrarle para este puesto, Nixon «pasó por encima de 240 generales» de rango superior a Haig.

## Jefe de Gabinete de la Casa Blanca (1973-1974)

### Administración Nixon
El 30 de abril de 1973, H.R. Haldeman dimitió como Jefe de Gabinete del Presidente Nixon, y Haig fue reclamado para cubrir la vacante. Le tocó dirigir el Gabinete presidencial en los quince últimos meses de mandato de Nixon (mayo de 1973 - agosto de 1974). Se ganó la reputación de buen administrador en el manejo de los asuntos del día a día en medio de la crisis provocada por las investigaciones sobre el escándalo Watergate. También se dedicó a vigilar al Presidente en momentos de crisis personal. Solo él y otras dos personas, Rosemary Woods, secretaria personal del Presidente, y Stephen Bull, asistente del Presidente, tuvieron conocimiento de la supresión de algunas partes de las cintas entregadas a la justicia, de las grabaciones efectuadas en el Despacho Oval.
Si bien en un primer momento aconsejó a Nixon que resistiera, más tarde fue uno de los que le convencieron de la necesidad de dimitir. Dirigió la transición presidencial en los primeros días de mandato de Gerald Ford, y jugó un papel importante para que el nuevo Presidente otorgara el perdón a Nixon.

### Ford administration
A Haig le resultó difícil llevarse bien con la nueva administración y quería regresar al Ejército para su último mando. Al principio, Ford decidió reemplazar a Haig por Robert T. Hartmann , jefe de personal de Ford durante su mandato como vicepresidente.  Ford pronto reemplazó a Hartmann por el embajador permanente de los Estados Unidos ante la OTAN, Donald Rumsfeld. El autor y biógrafo de Haig, Roger Morris, escribió que cuando Ford indultó a Nixon, en efecto también indultó a Haig.  

## Comandante supremo aliado de la OTAN (1974-1979)
El 1 de noviembre de 1974, el presidente Ford lo nombró Comandante supremo aliado en Europa de la Organización del Tratado del Atlántico Norte (OTAN). En esa responsabilidad defendió el papel de la OTAN como garantía contra los procesos revolucionarios en Europa. Frente los aires revolucionarios en Portugal, la Alianza participó en un movimiento de presión para hacer volver las cosas a la normalidad; además de las presiones del Fondo Monetario Internacional, se vio la presión de la OTAN, para volver atrás el proceso revolucionario portugués. En Italia advirtió contra la posible injerencia de los comunistas en ministerios claves como Defensa, Interior y Asuntos Exteriores. Y en España abogó por la estabilización del proceso democrático interno, y el pronto alineamiento del país en la OTAN.
El 25 de junio de 1979, escapó de un intento de asesinato en Bélgica por parte de la Facción del Ejército Rojo. Los terroristas alemanes colocaron una mina terrestre al paso de la comitiva del General Haig, hirieron a tres de sus guardaespaldas que viajaban en otro coche.
Ese mismo año, Haig se retiró definitivamente del ejército, y se unió al Instituto de Investigación de Política Exterior con sede en Filadelfia como director de su Programa de Seguridad Occidental, y más tarde sirvió en el consejo de administración de la organización.  Más tarde ese año, fue nombrado presidente y director de United Technologies Corporation bajo el director ejecutivo Harry J. Gray, donde permaneció hasta 1981.

## Secretario de Estado (1981-1982)
En sus años como Comandante Supremo de la OTAN, se había ganado la atención de los sectores políticos conservadores en Estados Unidos, gracias a su oposición a la decisión del presidente Jimmy Carter de cancelar la bomba de neutrones, y sus reservas sobre el tratado SALT II. Y a finales de 1980 fue recomendado al Presidente electo Ronald Reagan para ocupar el cargo de Secretario de Estado. Tras un tumultuoso proceso de confirmación en el Senado, en el que se puso en cuestión su papel durante la Administración Nixon, fue confirmado gracias a su condición de héroe de guerra con 93 votos a favor y 6 en contra. Se convirtió en el segundo militar de carrera en ocupar ese puesto —el otro había sido George Marshall.
Entre sus prioridades estaría hacer frente al expansionismo soviético, con especial énfasis en América Central, donde consideraba que el poder soviético se había transformado de defensivo a ofensivo. Trazó una línea estratégica en el Canal de Panamá para fijar los límites de la zona de seguridad de Estados Unidos. Dentro de esa zona se incluían Nicaragua, Guatemala, y El Salvador, países de interés supremo para Estados Unidos. Para Haig, el principal peligro para la Seguridad Nacional era que el límite de seguridad llegara hasta la frontera con México. Impulsó las primeras acciones encubiertas contra las guerrillas de Guatemala, el Frente Farabundo Martí de El Salvador, y el Gobierno sandinista de Nicaragua; y el fortalecimiento del cuerpo diplomático norteamericano en la vecina Honduras, un aliado.
Aunque los aliados apreciaron su designación por su conocimiento de los problemas europeos, pronto desconfiaron de sus modales ariscos y destemplados. Una de sus primeras decisiones como Secretario de Estado fue prohibir al embajador soviético Anatoli Dobrynin, decano del cuerpo diplomático de Washington, estacionar su coche en el aparcamiento del Departamento de Estado, en un espacio privilegiado que un día le concediera por cortesía Henry Kissinger. Y en noviembre de 1981, indignó a los aliados europeos al advertir que Estados Unidos tenía previsto en sus planes utilizar una bomba atómica en Europa en caso de una agresión convencional soviética.
Su estrategia agresiva logró algunos éxitos, como la paralización de la diplomacia soviética en los últimos meses del gobierno de Leonid Brézhnev, o cierto acercamiento a los partidos socialdemócratas europeos, destacando su apoyo a la alternativa ganadora de Felipe González en España. Pero lo condenaron sus malas relaciones con otros departamentos del Gobierno. Trató de introducir una completa red de ayudantes en el Departamento de Estado y en otros organismos de la Administración. El Consejo de Seguridad Nacional y el Pentágono sufrieron sus continuas intrigas para ampliar su red de poder. Pero nunca logró ganarse la confianza del Presidente Reagan, ni acceder a su círculo personal.
Para su segundo año como Secretario de Estado, ya había creado suficientes resistencias en el servicio diplomático y antipatías extranjeras como para hacer recomendable su alejamiento. Dimitió en julio de 1982.

### Atentado contra Reagan (30 de marzo de 1981)
Mientras el presidente Ronald Reagan era operado en el Hospital George Washington después de haber recibido un balazo, Haig fue el encargado de informar de lo ocurrido a los Gobiernos aliados y a la Unión Soviética. Y ante la ausencia del vicepresidente George Bush, que se encontraba de viaje en Texas, Haig tomó el mando en la reunión de urgencia del Gabinete en la Sala de Situaciones de la Casa Blanca.
Los periodistas preguntaron al subsecretario de prensa Larry Speakes quién estaba al mando del Gobierno. No puedo responder a esa pregunta en este momento, fue su respuesta. Tras escuchar a Speakes, Haig irrumpió en la Sala de Prensa de la Casa Blanca para decir: Estoy al mando en este momento. Constitucionalmente, caballeros, tenemos al Presidente, al Vicepresidente y al Secretario de Estado, en ese orden. Si el presidente decidiera que quiere traspasar los poderes al Vicepresidente, lo podrá hacer. Mientras tanto, yo estoy al mando aquí, en la Casa Blanca, pendiente de la vuelta del Vicepresidente y en contacto con él.
Lejos de tranquilizar a la población, sus palabras fueron interpretadas como un exceso en su autoridad. En sus palabras, Haig se saltó la Constitución. El tercero en la línea de sucesión es el Presidente de la Cámara de Representantes (Speaker of the House) y el cuarto el presidente Pro tempore (el senador de más antigüedad en el senado), quedando de quinto el Secretario de Estado. Más tarde se defendió asegurando que no hablaba en términos legales.

### Guerra de las Malvinas (1982)
Tras la ocupación de las islas Malvinas por parte de la dictadura argentina, y en contra de la opinión de otros elementos de la Administración Reagan, Alexander Haig creyó que Estados Unidos debía desempeñar un papel de mediador, para evitar que América Latina reaccionara contra Estados Unidos si se ponían de forma automática del lado británico. El 8 de abril de 1982, inició una intensa gira diplomática de varias escalas por Londres y Buenos Aires.
Su primer planteamiento se basó en intentar persuadir a las dos partes —Argentina y Reino Unido— de aceptar algún tipo de administración provisional neutral, con posterioridad a la retirada de Argentina, que se hiciera cargo de la administración de las islas mientras se decidía su futuro a largo plazo. Sus propuestas incluían la creación de una comisión, en sustitución del Gobernador, compuesta por representantes de Estados Unidos, Reino Unido y Argentina, que actuarían de forma conjunta para asegurar el cumplimiento del acuerdo de paz que se alcanzara, y las negociaciones en cuanto a una solución duradera se desarrollarían en función de los objetivos y principios de la Carta de Naciones Unidas.
Pero los argentinos se resistían a la necesidad del retiro de sus tropas de las Malvinas, tal y como señalaba la resolución 502 del Consejo de Seguridad de las Naciones Unidas, y los británicos mantenían que la soberanía británica debía prevalecer, y la administración británica debía ser restaurada. Los esfuerzos de Haig fracasaron y el 19 de abril volvió a Washington.
En diciembre de 2012 documentos desclasificados demostraron que Haig planeaba revelar información militar clasificada británica a la Argentina antes de la Operación Paraquet. La propuesta, que habría revelado los planes británicos para la recuperación de la isla, tenía la intención de mostrar a la junta militar en Buenos Aires que Estados Unidos era un actor neutral y se podía confiar en que actuara imparcialmente durante las negociaciones para poner fin al conflicto.

## Últimos años
John Dean, exconsejero del presidente Richard Nixon, publicó en 1982 un libro en el que señalaba a Alexander Haig como la fuente secreta del Washington Post en el escándalo Watergate. Haig desmintió las acusaciones y las describió como debidas a motivaciones comerciales de Dean. En 2005 se confirmó que la identidad de Garganta Profunda correspondía en realidad a Mark Felt, antiguo número dos del FBI.
En 1987 presentó su candidatura a la nominación del Partido Republicano para las elecciones presidenciales de 1988. Cuando abandonó la carrera por falta de apoyos, prestó su apoyo al Senador Bob Dole, de Kansas, y criticó duramente al vicepresidente George Bush. Siempre pensó que Bush tuvo parte de responsabilidad en su rápida salida del Departamento de Estado, porque lo consideraba un futuro rival.
El 19 de febrero de 2010, un portavoz del hospital reveló que Haig, de 85 años, había estado hospitalizado en el Hospital Johns Hopkins en Baltimore desde el 28 de enero y permanecía en estado crítico. El 20 de febrero, Haig murió a la edad de 85 años, por complicaciones de una infección estafilocócica que tenía antes de su ingreso. Según The New York Times , su hermano, Frank Haig, dijo que el Ejército estaba coordinando una misa en Fort Myer en Washington D. C., y un entierro en el Cementerio Nacional de Arlington , pero ambos tuvieron que retrasarse unas dos semanas debido a las guerras en Afganistán e Irak. Una misa de entierro cristiano se celebró en la Basílica del Santuario Nacional de la Inmaculada Concepción en Washington D. C., el 2 de marzo de 2010. Los elogios fueron pronunciados por Henry Kissinger y Sherwood D. Goldberg. 